# Amblyodipsas dimidiata
Espèce
Synonymes
- Rhinocalamus dimidiatus Günther, 1888

Statut de conservation UICN

 LC  : Préoccupation mineure
Amblyodipsas dimidiata est une espèce de serpents de la famille des Lamprophiidae.

## Répartition
Cette espèce est endémique du nord de la Tanzanie.

## Description
C'est un serpent venimeux.

## Publication originale
- Günther, 1888 : Contribution to the knowledge of snakes of tropical Africa. Annals and Magazine of Natural History, ser. 6, vol. 1, p. 322-335 (texte intégral).